# 3409 Abramov
3409 Abramov eller 1977 RE6 är en asteroid i huvudbältet som upptäcktes den 9 september 1977 av den rysk-sovjetiske astronomen Nikolaj Tjernych vid Krims astrofysiska observatorium på Krim. Den har fått sitt namn efter Fjodor Abramov.
Asteroiden har en diameter på ungefär 10 kilometer och den tillhör asteroidgruppen Koronis.